# Raid Barcelona Marítim
El Raid Barcelona Marítim és l'únic raid poliesportiu que es fa a la ciutat de Barcelona. Des de l'any 2002 se celebra cada any a mitjans d'octubre a l'entorn de la platja de la Barceloneta i el Passeig Marítim, davant del Centre Esportiu Municipal Marítim.
Hi poden participar un màxim de 60 equips mixtes, formats per quatre integrants cadascun: un total de 240 participants majors de 16 anys.
Els equips competeixen en diverses disciplines esportives i disputen vuit proves assequibles a tots els nivells: cursa de resistència, caiac de mar, punteria, circuit d'habilitat, escalada, força, natació i orientació. De la realització de cada prova s'obté una puntuació i la classificació final és el resultat de la suma de totes les puntuacions obtingudes en les diferents proves.

## Les proves esportives
- Escalada: l'equip ha de superar un seguit de vies d'escalada de diversa dificultat.
- Circuit d'habilitat: recorregut per la sorra de la platja de la Barceloneta.
- Força: llançament de pilota medicinal de cinc quilograms.
- Caiac de mar: recorregut en caiac doble autobuidable a la platja de la Barceloneta.
- Punteria: llançaments de bàsquet des de la línia de tir lliure.
- Cursa de resistència: recorregut pel litoral de Barcelona.
- Natació: recorregut en relleus.
- Orientació: dinàmica d'orientació pel barri de La Barceloneta.